# 迎春閣之風波
『迎春閣之風波』（げいしゅんかくのふうは、原題：迎春閣之風波、英語題：The Fate of Lee Khan）は、キン・フー監督・脚本による1973年の香港の武侠映画である。ゴールデン・ハーベストとキンフー・プロダクションとの共同製作。
元末の紅巾の乱とそれを討伐しようとして暗殺されたチャガン・テムルをモチーフとしている。荒野にある宿屋の室内を、ほとんどの舞台として展開する、グランドホテル形式の作品。

## スタッフ
- 監督：キン・フー
- 製作：キン・フー、リー・ション
- 脚本：	キン・フー、ワン・チョン
- 撮影：	チェン・チャオ
- 音楽：	ジョセフ・クー
- 武術指導：サモ・ハン・キンポー

## キャスト
- ティエン・ファン：元朝の大官・河南王李察罕（リー・チャーハン）
- シュー・フォン：リーの妹・婉児（ワンアル）姫
- リー・リーホア：宿屋「迎春閣」の女主人・萬人迷（ワン・ジェンミ）。実は反元派朱元璋の密偵。
- アンジェラ・マオ：宿屋「迎春閣」の女給仕ハイ・ムタン（元・スリ）
- パイ・イン：宿屋「迎春閣」の客・王俊（ワン・シンチョン）。実は朱元璋の密偵。
- ロイ・チャオ：リー兄妹の手下の漢人・曹一坤（ツァオ・イークン）。実は朱元璋の密偵。
- ウー・ガン：宿屋「迎春閣」の女給仕（元・詐欺師）
- ハン・インチェ：宿屋「迎春閣」を訪れた乞食芸人・沙雲山。実は朱元璋の密偵。
- フー・ジン
- ヘレン・マー
- シャングァン・エンアル
- サモ・ハン・キンポー